# Lisa Zaiser
Lisa Zaiser (Spittal an der Drau, 23 agosto 1994) è un'ex nuotatrice austriaca, specializzata nei misti.
Ha partecipato a due edizioni delle Olimpiadi (2012 e 2016).

## Palmarès
- Europei

Berlino 2014: bronzo nei 200 m misti.